# Анкарские римские бани
Анкарские римские бани (тур. Ankara Roma Hamamı) — руины комплекса античных римских бань в Анкаре, столице современной Турция, которые были обнаружены в ходе раскопок, проводившихся в 1937—1944 годах, и впоследствии были открыты для публики в качестве музея под открытым небом.

## История
Римские бани находятся на плато, известном как Чанкыры Капы и возвышающемся на 2,5 метра над западной стороной улицы Чанкыры, примерно в 400 метрах от центра Улуса, старого района Анкары. Этот участок был определён как хёюк (курган) с римскими вперемешку с византийскими и сельджукскими археологическими слоями наверху и остатками фригийского поселения в основании.
Древний город Анкира располагался на перекрёстке путей с Запада на Восток, и в период римского владычества имел важное стратегическое положение, благодаря чему он был выбран в качестве столицы римской провинции Галатия. К востоку от этого плато тянулась дорога от района храма Августа, часть которого, окружённая мраморными колоннами II или III века с коринфскими капителями, была обнаружена во время строительства улицы Чанкыры, происходившего в 1930-х годах, в период превращения Анкары в новую столицу Турции.
Анкарские бани были построены в III веке при правлении римского императора Каракаллы (212—217), также как и Термы Каракаллы в Риме, посвящённые Асклепию, богу медицины. Комплекс имел три главных помещения: кальдарий (зал с горячей водой), тепидарий (тёплая сухая комната) и фригидарий (холодная комната), обладая классической планировкой с размерами 80 на 120 метров. Анкарские бани использовались до VIII века, когда они были уничтожены в результате пожара, оставившего после себя только руины подвала и первого этажа.
Расположенный рядом хёюк (курган) был раскопан профессором Ремзи Огузом Арыком в 1937 году, который обнаружил там фригийские и римские останки. Генеральный директор музеев Хамит З. Кошай и археолог Неджати Долунай руководили дальнейшими работами, финансируемыми Турецкой исторической организацией (тур. Türk Tarih Kurumnu), в ходе которых в 1938—1939 годах были обнаружены банные постройки, полностью очищенные в 1940—1943 годах. Архитектор Махмут Акок, работавший на раскопках, исследовал и нарисовал реконструированный план бань ещё до начала их реставрации.
Профессор Арык смог датировать строительство Анкарских бань периодом правления Каракаллы по монетам, найденным во время раскопок, и подтверждающим тогдашним надписям. Другие же найденные монеты свидетельствовали о том, что бани непрерывно использовались на протяжении около 500 лет, периодически подвергаясь ремонту.

## Описание
У входа на территорию банного комплекса с улицы Чанкыры расположена античная палестра (площадка для борьбы), которая была окружена портиком со 128 мраморными колоннами (по 32 с каждой стороны), ныне разрушенным и служащим ныне местом экспонирования древних надгробий, алтарей, а также надписей римского, византийского и позднеэллинистического периодов.
За палестрой следует типичный для римских бань аподитерий (раздевалка) и три банных помещения. Аномально большие размеры тепидария и кальдария объясняются популярностью этих тёплых помещений в холодные зимы. Наиболее примечательными сохранившимися элементами комплекса являются кирпичные колонны, которые поддерживали пол и вокруг которых циркулировал воздух, нагретый в подземных печах для обогрева помещений сверху.
К северу от палестры находятся остатки античной дороги с колоннами.

## Галерея

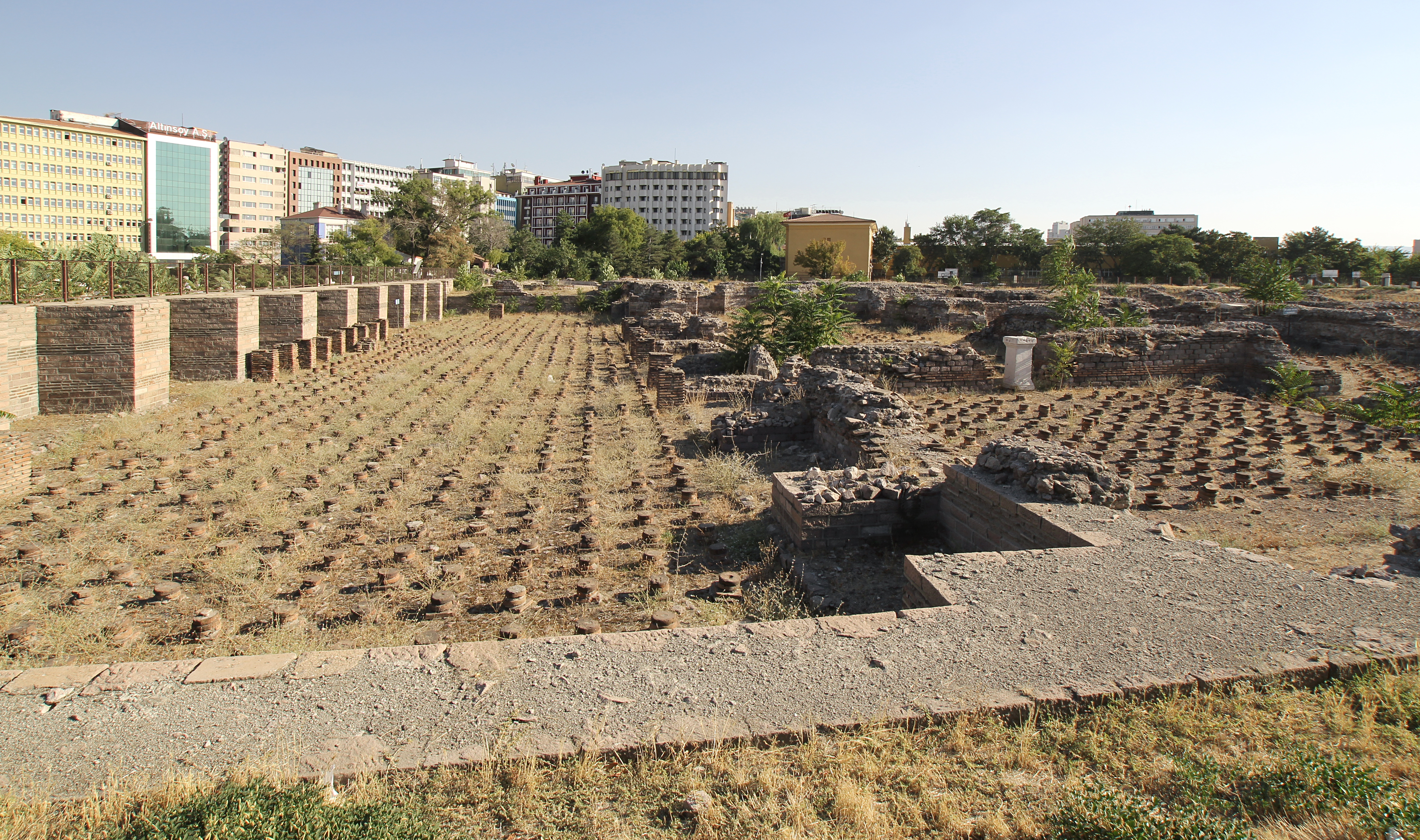
Аподитерий
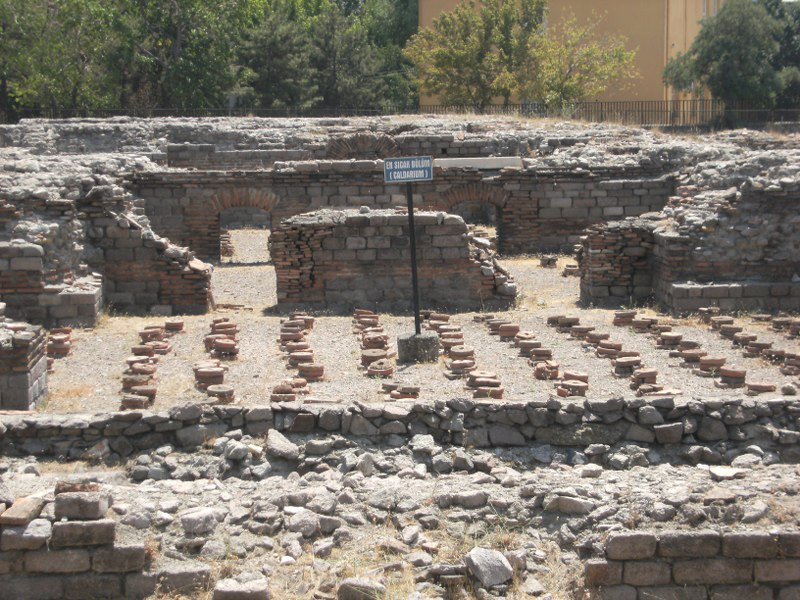
Кальдарий
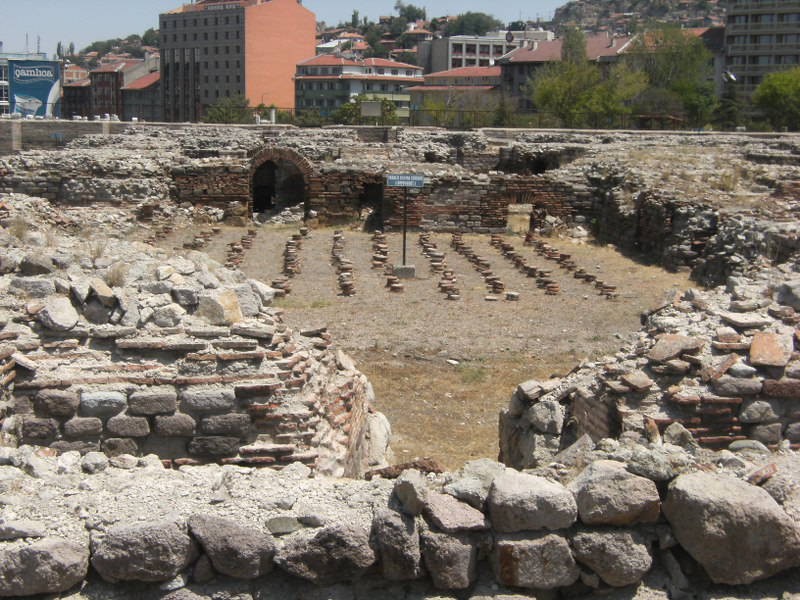
Гипокауст
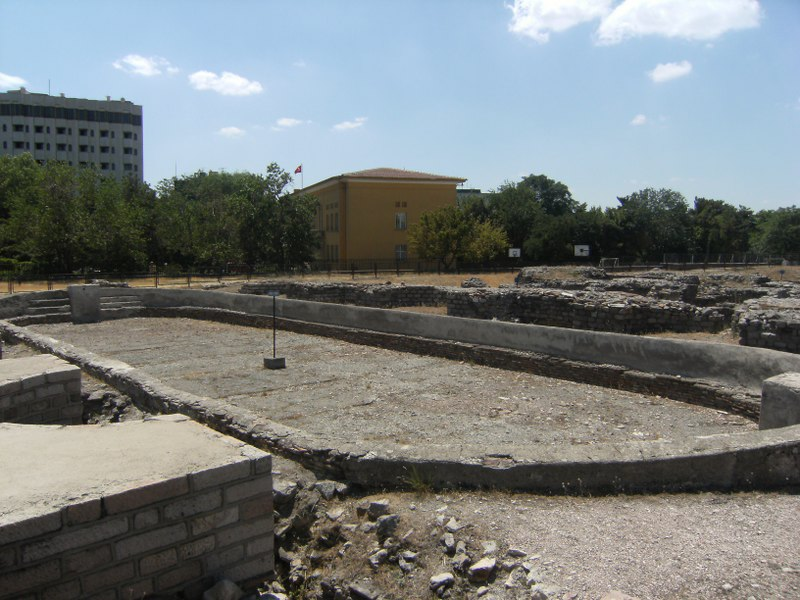
Писцина
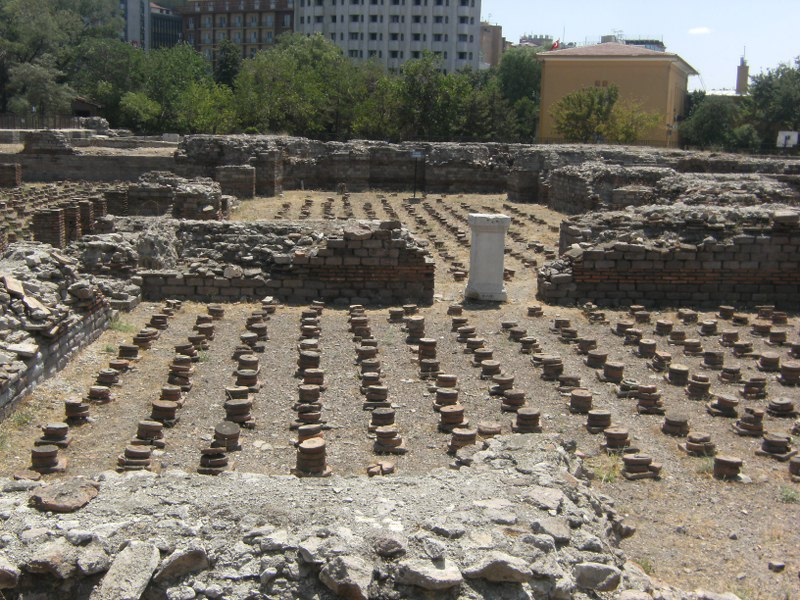
Тепидарий
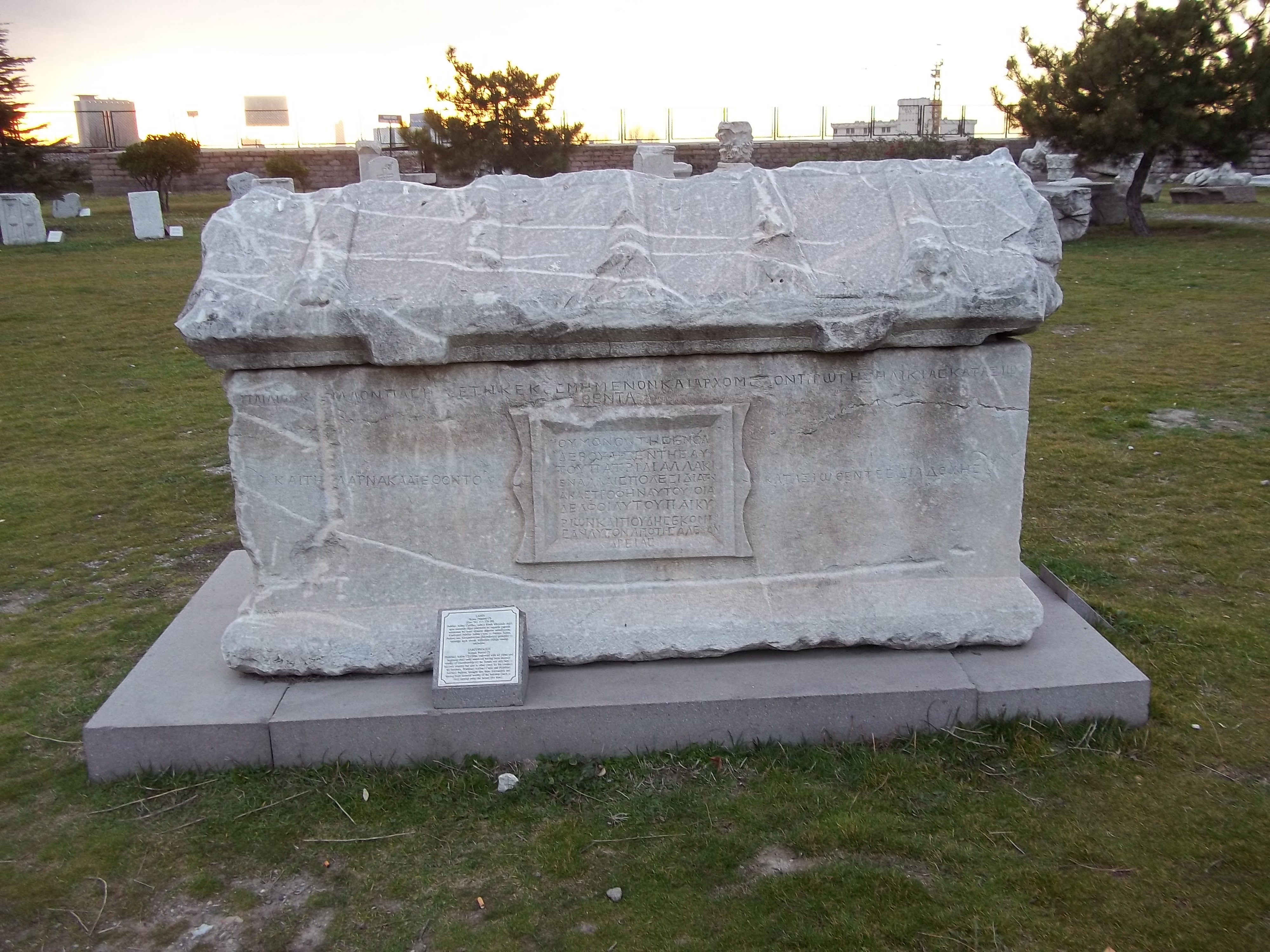
Саркофаг
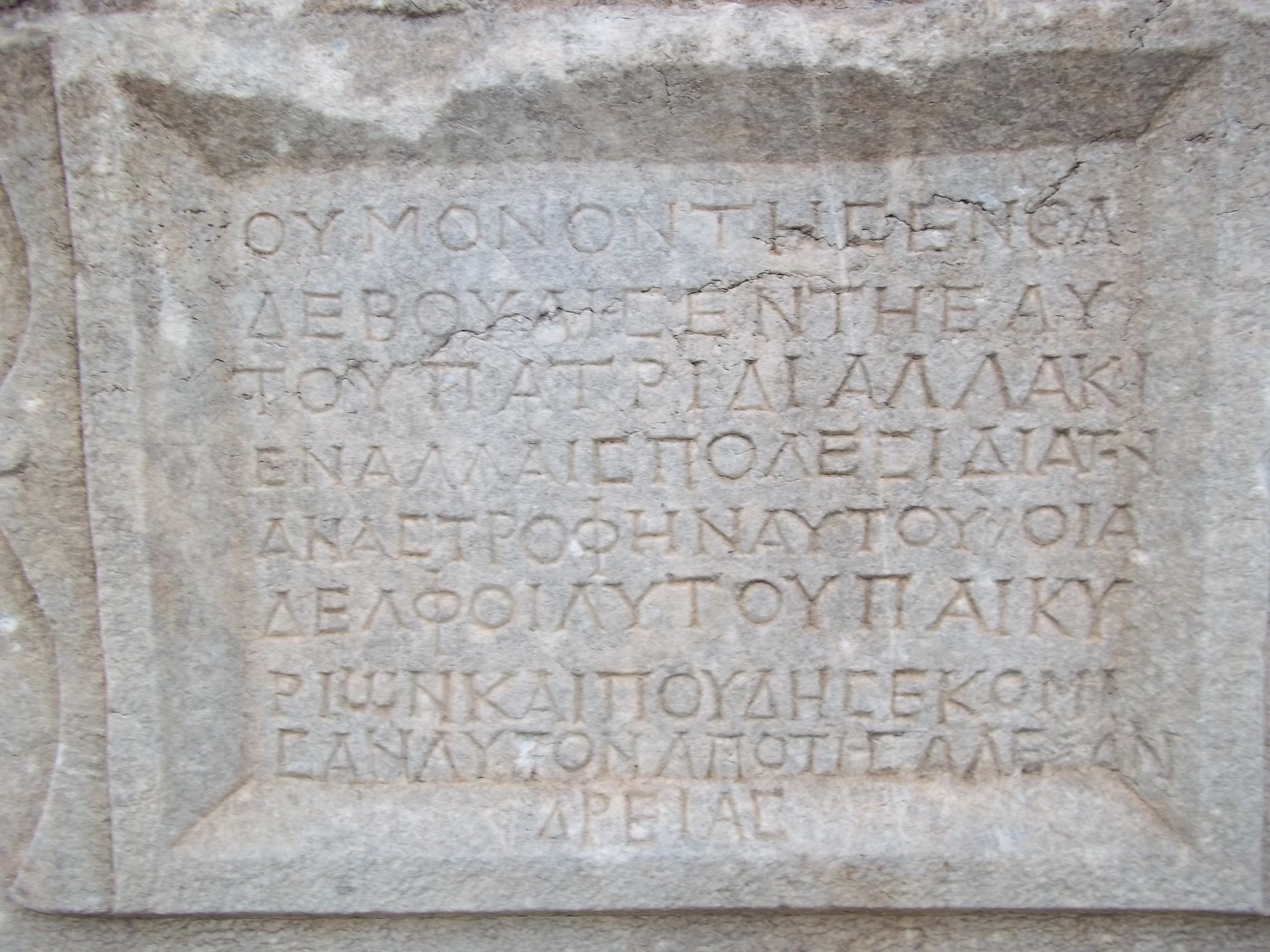
Надпись на саркофаге
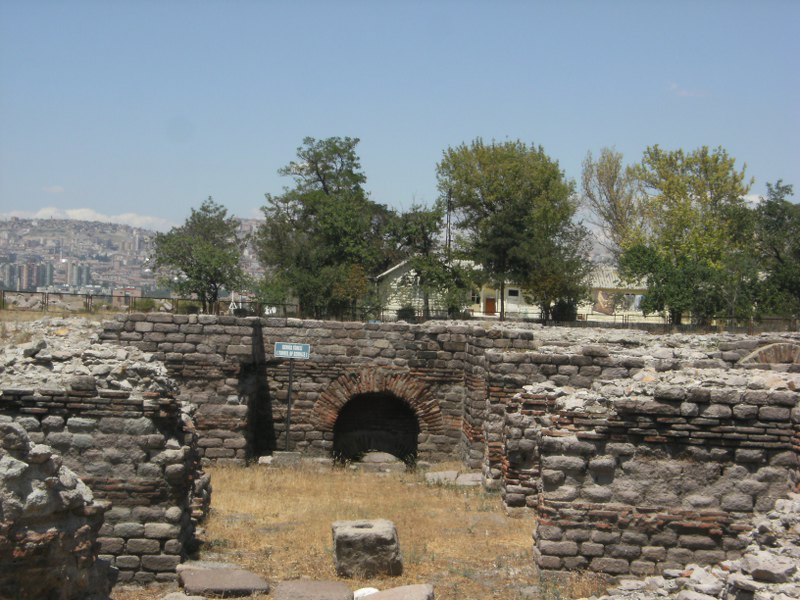
Туннель, использовавшийся работниками бани
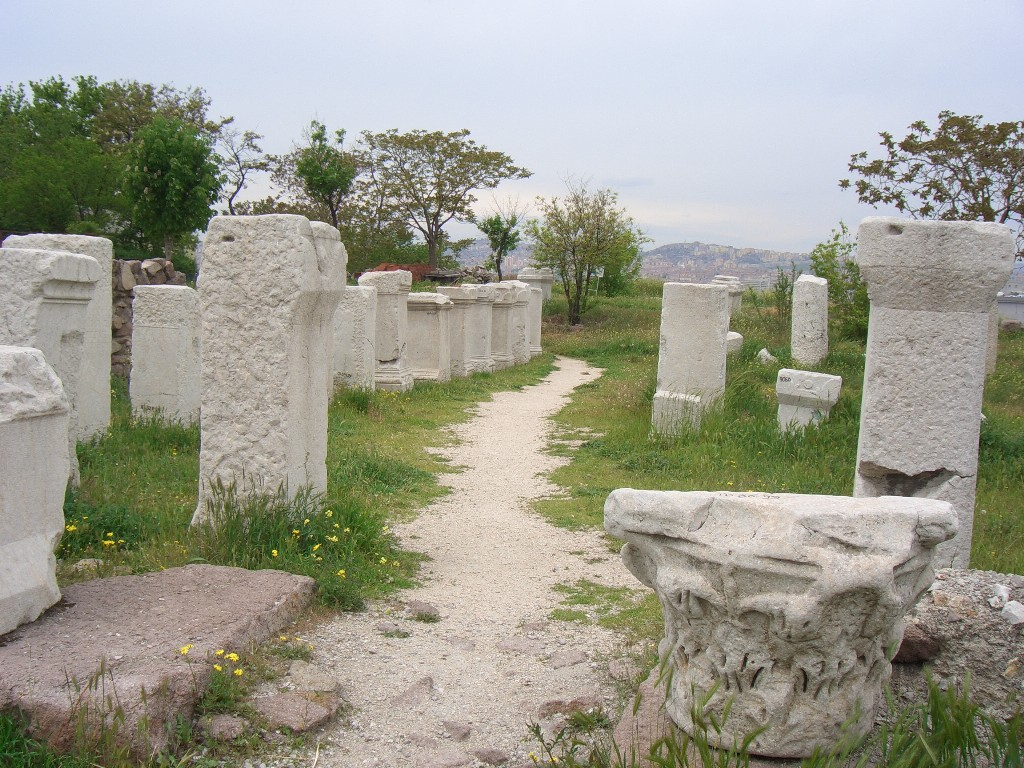
Капители колонн и надписи на римских гробницах, разбросанные вокруг римской бани в Анкаре.
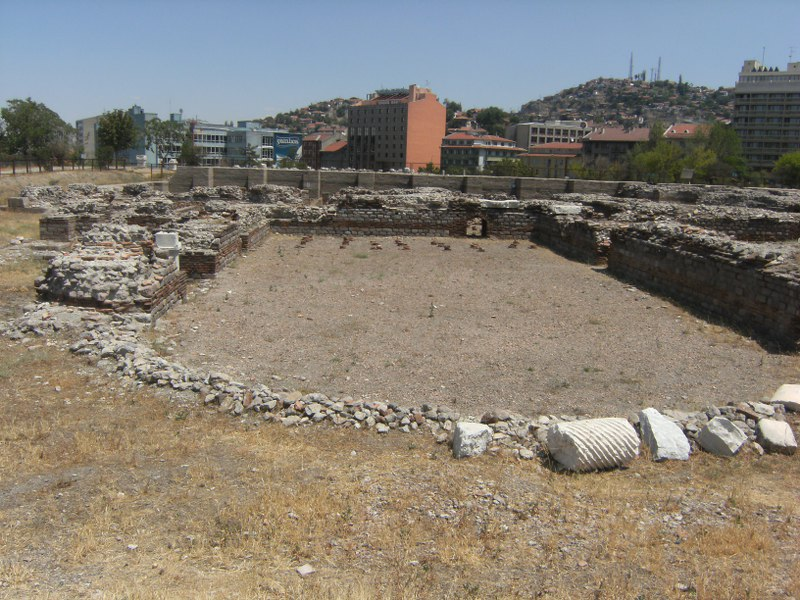
Вид на Анкарские римские бани
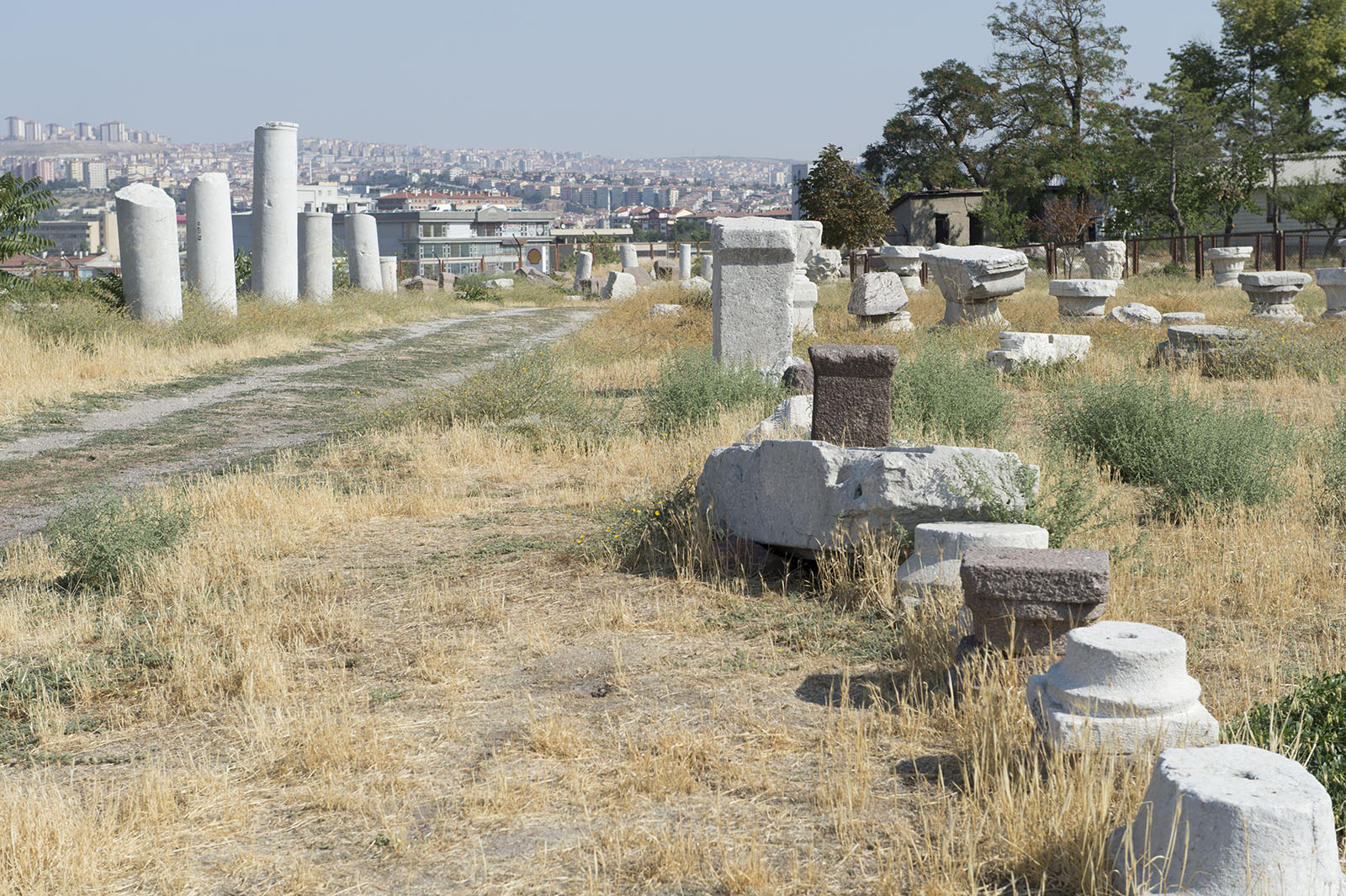
Анкарские римские бани